# Энаннатум II
Не следует путать с именем Эанатум.
Энаннатум II (Э-Нанна-тум II) — правитель (энси) шумерского государства Лагаш, правил приблизительно в 2340 — 2334 годах до н. э., из I династии Лагаша.
Младший сын Энтемены.
Энаннатум II известен благодаря одной надписи, посвящённой восстановлению пивоварни.

«Для Нингирсу, первого воина Энлиля — Энаннатум, энси Лагаша, кого Нанше избрала в своём сердце, великий энси Нингирсу, сын Энтемены, энси Лагаша, восстановил для Нингирсу его пивоварню. Бог Энаннатума, человека, восстановившего пивоварню Нингирсу, — Шульпае».— надпись на дверной петле
Правил Энаннатум II недолго и умер на четвёртом году правления Лугальзагеси, энси Уммы.